# Lumeje
Lumeje (auch Lumege, gelegentlich auch Cameia oder Kameia) ist eine Stadt im Osten Angolas. Sie ist Hauptstadt von Cameia, einem Landkreis der Provinz Moxico Leste.

## Verkehr
Lumeje liegt an der Benguelabahn. Am 29. November 2013 wurde auch die letzte Teilstrecke bis Luau wieder dem Verkehr übergeben, nachdem sie lange Jahr stillstand, infolge des angolanischen Bürgerkriegs (1975–2002). Damit ist auch Lumeje wieder an die Eisenbahnstrecke angeschlossen.